# Анна Бранденбургская (1507—1567)
Анна Бранденбургская (нем. Anna von Brandenburg; 1 января 1507 — 19 июня 1567, Любц) — принцесса Бранденбургская, в замужестве герцогиня Мекленбурга.

## Биография
Анна — старшая дочь курфюрста Иоахима I Бранденбургского в его браке с Елизаветой Датской, дочерью короля Дании Иоганна I.
17 января 1524 года Анна вышла в Берлине замуж за герцога Альбрехта VII Мекленбургского. За её приданое в 20 тысяч гульденов на Анну в качестве пожизненных владений были переписаны амт и город Любц и амт Кривиц. Анну описывают как несчастную и ожесточившуюся женщину. Она перешла обратно из лютеранства в католицизм. У Анны не сложились отношения со старшим сыном Иоганном Альбрехтом, и всю свою любовь она дарила своим младшим сыновьям.
После смерти мужа Анна проживала в крепости Эльденбург в своих вдовьих владениях в Любце, который единственным в Мекленбурге не присоединился к лютеранской Реформации. Несмотря на религиозные убеждения матери в 1559 году Иоганн Альбрехт изгнал из этих мест всех католических проповедников и монахов. Анна была похоронена в Шверинском соборе.

## Потомки
В браке с Альбрехтом VII Мекленбургским родились:
- Магнус (1524)
- Иоганн Альбрехт I, герцог Мекленбург-Гюстрова, с 1552 года — всего Мекленбурга
- Ульрих, герцог Мекленбург-Гюстрова, с 1592 года герцог Мекленбурга
- Георг Мекленбург-Гюстровский (1528—1555)
- Анна Мекленбург-Гюстровская (1533—1602), замужем за Готхардом Кетлером, герцогом Курляндии с 1566 года
- Людвиг Мекленбургский (1535)
- Иоганн Мекленбургский (1536)
- Кристоф Мекленбургский (1537—1592), администратор Ратцебургского епископства (1554—1592)
- София (1538)
- Карл I (1540—1610)